# Франклін Гоббс
Франклін Гоббс (англ. Franklin Hobbs, 30 липня 1947) — американський академічний веслувальник.
Срібний призер Олімпійських Ігор 1972 року в складі вісімки, учасник 1968 року.
Срібний призер Чемпіонату Європи 1967 року в складі вісімки.